# جدارية (نبات)
حشيشة الزجاج أو الجِدارِيَّة (الاسم العلمي: Parietaria)، جنس جنس نباتات حولية معمرة مُزهرة من فصيلة القراصية. مواطنها المناطق المعتدلة والاستوائية في جميع أنحاء العالم.